# Cent mille dollars pour Lassiter
Pour plus de détails, voir Fiche technique et Distribution.
Cent mille dollars pour Lassiter (100.000 dollari per Lassiter) est un western spaghetti italo-espagnol sorti en 1966, réalisé par Joaquín Luis Romero Marchent.

## Synopsis
Dans une région désertique, Martin, bien que sur une chaise roulante, fait partie d'une bande de bandits mexicains qui ramassent des loyers et tuent quiconque veut résister à leur pression. Arrive alors Lassiter, qui révèle à Martin où est Frank, l'homme qui l'a rendu handicapé.

## Fiche technique
- Titre français : Cent mille dollars pour Lassiter
- Titre original italien : 100.000 dollari per Lassiter
- Titre original espagnol : La muerte cumple condena
- Genre : Western spaghetti
- Réalisation : Joaquín Luis Romero Marchent
- Scénario : Sergio Donati
- Production : Félix Durán Aparicio, Alberto Grimaldi, Joaquín Luis Romero Marchent pour Centauro Films, Produzioni Europee Associati
- Photographie : Rafael Pacheco, Fulvio Testi
- Format : 2,35 : 1
- Montage : Eugenio Alabiso, Mercedes Alonso, Renato Cinquini
- Musique : Marcello Giombini
- Décors : Carlo Simi
- Costumes : Carlo Simi
- Maquillage : Teresa Cicchetti
- Langue : italien
- Pays :  Italie,  Espagne
- Année de sortie : 1966
- Date de sortie en salle en France : 5 mars 1969[1]

## Distribution
- Claudio Undari (sous le pseudo de Robert Hundar) : Lassiter
- Pamela Tudor : Sarah
- José Bódalo : Martin
- Jesús Puente : Frank Nolan
- Luis Gaspar : Tod
- Luigi Pistilli : Danny
- Francisco Sanz : docteur
- Carlos Romero Marchent : Miguel, assistant de Pedro
- Dina Loy : fille de Pat
- Benito Stefanelli : Donovan
- Andrea Aureli : shérif
- Ángel Ortiz : agent de Martin
- Giovanni Petty : barman
- Fernando Bilbao : homme de Martin
- Guillermo Méndez: homme de main de Martin
- Emilio Rodríguez : joueur de poker
- Indio Gonzalez : Damon, homme de main de Martin
- Fernando Hilbeck : pistolero à la mine
- Jorge Llopis : Marc
- Rafael Vaquero : pistolero au saloon
- Agustín Bescos : Pat
- Roberto Camardiel : Pedro
- Livia Contardi : fille
- Lucio De Santis : homme de main
- Ricardo Ortiz : homme de main
- Luis Prendes : Mack
- Aldo Sambrell : Rick, homme de main de Martin